# Violetas de marzo
Violetas de marzo es una novela del autor escocés Philip Kerr. Primera de una trilogía conocida como Berlin Noir protagonizada por el detective privado Bernhard "Bernie" Gunther en el Berlín del apogeo y declive nazi. En 2006 el autor retomó la serie añadiendo nuevas novelas.

## Argumento
Berlín 1936. Bernie Gunther es un detective privado, expolicía de la Kripo, especializado en la localización de personas desaparecidas, sobre todo judíos; un trabajo bastante lucrativo en una Alemania que, en pleno apogeo del nazismo, se prepara para albergar los Juegos Olímpicos y de manera más discreta para una posible guerra. Años atrás, en el frente turco durante la I Guerra Mundial, Gunther consiguió la Cruz de Hierro y más tarde, en su etapa como policía, obtuvo cierta notoriedad cuando resolvió el caso de un estrangulador llamado Gormann.
En Violetas de marzo Gunther es contratado por un importante empresario del acero que le encarga una doble misión: descubrir al asesino de su hija y su yerno (un oficial de las SS), y recuperar un collar de diamantes robado durante el asesinato. Lo que inicialmente parece ser un caso relacionado con el mercado negro y el hampa se convertirá para Gunther en una inmersión en las peligrosas luchas de poder existentes entre las diferentes facciones del Partido Nazi. Una peligrosa investigación que obligará a Gunther a trabajar tanto para el primer ministro Hermann Goering como para el general de las SS Reinhard Heydrich, lugarteniente de Himmler.
"Violetas de marzo" era el término que los primeros nazis utilizaban para referirse a los advenedizos que se habían unido posteriormente al Partido Nazi.